# ロイ・キャンベル
- メタルギアシリーズ > メタルギアシリーズの登場人物 > ロイ・キャンベル

ロイ・キャンベル（Roy Campbell, 1936年 - ?）は、コナミ（現、コナミデジタルエンタテインメント）のアクションゲーム、メタルギアシリーズに登場する架空の人物。モデルは『ランボー』シリーズでリチャード・クレンナが演じたサミュエル・トラウトマン大佐。
元アメリカ陸軍大佐。元ハイテク特殊部隊FOXHOUND総司令官。
声優は青野武（『メタルギアソリッド』1〜4および『大乱闘スマッシュブラザーズシリーズ』）、古川登志夫（『ポータブル・オプス』）。英語版の声優はPaul Eiding、David Agranov（『ポータブル・オプス』）、Michael McColl（『猿蛇合戦』）。

## 人物
身長185cm、体重77kg。アメリカ海兵隊、グリーンベレー（米陸軍特殊部隊）、デルタフォース（米陸軍特殊部隊D作戦分遣隊）を経て特殊部隊FOXHOUNDに入隊、実戦から裏付けられた作戦立案能力を買われ副司令官となる。アウターヘブン蜂起後、FOXHOUND総司令官であったビッグ・ボスが失踪し、総司令官へと昇格。暗号制を廃止し、単なる単独潜入のエキスパート部隊を、衛星などを活用したハイテク特殊部隊に育て上げる。ビッグ・ボスの直感的かつ野生的な戦略とは打って変わり、綿密で慎重な作戦計画を練り、「OPERATION INTRUDE F014」の作戦司令官を務めた。ビッグ・ボス時代のFOXHOUNDを知る数少ない指揮官である。
また、若い頃のビッグ・ボスに関わってきた人物が何らかの要因で次々と死んでいく中でただ一人、最後まで明確に生き残った描写がある人物でもある。
FOXHOUND時代は「チキン・フォックス」のコードネームを持っていた。この「フォックス」は、最高位の隊員に与えられるコードネーム（グレイ・フォックスなど）であり、彼が参謀だけでなく実戦でも有能な軍人だったことを証明している。また、若い時は無類の女好きであったようで、女性を口説くために心理学を学んでいた（『ポータブル・オプス』） 。
ザンジバーランド騒乱後に退役したが、シャドー・モセス島事件の発生により現場へ復帰。かつての部下であり友人でもあるソリッド・スネークを呼び戻し、作戦遂行を依頼する。事件の後は軍とは無縁の生活を送っている。なお、シリーズを通してソリッド・スネークにはほぼ「大佐」と呼ばれているが、実際に大佐だったのは『メタルギア2』時点のみである。
DIA（国防情報局）局員のマットという弟がいたが、彼の妻とともに湾岸戦争で戦死したため、その娘で姪のメリル・シルバーバーグを育てた。しかし、実際はマットの妻との不倫関係の末に誕生したキャンベルの娘にあたり、それを知っていたマットは兄のことを避け始めていたという。
なお、ゲーム『サルゲッチュ3』に収録されているミニゲーム「メサルギアソリッド」にて『サルゲッチュ』のハカセとハイスクール時代の友人であると設定されている。また冒頭の通信では、実は彼らがスネークの育ての親の一人だったことが示唆されている。

## ソリッド・スネークとの関係
スネークが友人と呼ぶ数少ない人間の一人であり、20年以上の付き合いがある。彼がスネークを直接サポートしたのはザンジバーランド騒乱のときであり、騒乱の最後にスネークが実の父であると本人は名乗っていたビッグ・ボスを殺害して以降、そのトラウマを共有した数少ない人間の一人として、彼と関わりを持ち続けることになる（『ポータブル・オプス』で判明した通り、キャンベル自身も若い頃にビッグ・ボスと共に戦った仲であった）。
以降、シャドー・モセス島事件では隠遁生活を送っていた彼を召還し再び作戦を指揮、作戦中に一時関係に亀裂が入りそうになりつつも無事作戦を遂行。ペンタゴンのハウスマンの策略によるトラブルで、再会出来ないまま通信を終了した。その9年後、ビッグ・シェル占拠の際に逃走したリキッド・オセロットの情報をつかみ、ハル・エメリッヒ（オタコン）を通じてスネークと再会。リキッドの抹殺を依頼し、彼をサポートするとともにガンズ・オブ・ザ・パトリオットに巻き込まれる。
発売されたタイトルの中で、もっともスネークをサポート・指揮した回数が多い司令官であり、スネークとは親友とお互い認めている。シャドー・モセス島事件では立場上仕方なくスネークに嘘をつかねばならなくなり、スネークはそれによって激怒し強烈な皮肉を食らったこともあるが最終的には後腐れなく和解をする親密さを持っている。

## 関わった事件

### ヴァーチャスミッション・スネークイーター作戦
- 『メタルギアソリッド3』（2004年発売）

直接は登場しないが、一部の場面で部分的に登場する。
- ミニゲームである「猿蛇合戦」の導入部分の、スネークとの通信。
- 本編でその後の世代の重要人物（オセロット）を殺した場合ゲームオーバー画面で「駄目だスネーク! 未来が変わってしまった! タイムパラドックスだ!」などキャンベルの台詞が挿入される。

### サンヒエロニモ半島事件
- 『メタルギアソリッド ポータブル・オプス』（2006年発売）

1970年11月2日。軍人として前線で戦っていた頃のキャンベルが登場する。南米のサンヒエロニモ半島にグリーンベレー隊員として潜入するものの、部隊はキャンベルを残し壊滅。ネイキッド・スネーク（＝ビッグ・ボス）と同じ拘置所に拘留された。部隊が襲撃された際に負傷して、足を骨折した為、裏方からスネークのサポートとして力を尽くす。
- 『メタルギアソリッド ポータブル・オプス+』（2007年発売）

今回は正式にユニークキャラとして使用が可能。

### ザンジバーランド騒乱
- 『メタルギア2 ソリッドスネーク』（1990年発売）

1999年12月24日。ハイテク特殊部隊FOXHOUNDの総司令官として登場。スネークに無線で各種の指示を出す。ゲーム進行のヒントも教えてくれるサポート役。

### シャドー・モセス島事件
- 『メタルギアソリッド』（1998年発売）

2005年。序盤からサポートとして登場。事件当時既に退役していたが、シャドー・モセス島の占拠に伴いアメリカ軍に召還され、作戦を指揮することになる。スネークを召還し、事件に関する情報をある程度隠したまま、単独で潜入させ、事件の解決を試みる。作中を通して潜水艦内から無線でサポートする。ゲーム進行に役立つ助言をしてくれる。最後はハウスマン国防長官によって拘束され、命の危険に晒されたが、長官が逮捕されたことで指揮権を取り戻した。核発射を阻止し、脱出に成功したスネークを、無事シャドー・モセス島から逃がした。
また、序盤ではメリル・シルバーバーグを姪だと発言するが、ストーリーの分岐によっては終盤に本当は姪ではなく娘であることをスネークに告白するルートがある。

### ビッグ・シェル占拠事件（プラント編）
- 『メタルギアソリッド2』（2001年発売）

2009年4月29日。「プラント編」には「大佐」と呼ばれる容貌の酷似した人物が、主人公・雷電のサポート役として登場する。これはキャンベル本人ではなく、キャンベルの容貌や性格をコピーしたAIである。なお、キャンベル本人のシャドー・モセス島事件後の様子は書籍「シャドーモセスの真実」で判明している。
前作のキャンベル本人と比べて感情の少ない冷淡な口調が多い。正体がAIであるため自身の名前を一切名乗らないが、彼のグラフィックの右胸元のネームプレートに「キャンベル」と書かれている。
終盤での「大佐」はコンピューターウイルスに感染し、雷電に対しUFOに誘拐されたエピソードや能勢電鉄妙見線の駅名を発言したり、ゲームと関係ない蘊蓄的発言やモノマネなど、意味不明の通信を入れる暴走をする。またMSXの『メタルギア』で使われたフレーズ「今すぐにゲーム機の電源を切るんだ!」や他のメタルギアシリーズのセリフなどの発言もする。また、通信時でのグラフィックにも変化がみられ、「全体が歪む」「レントゲン写真のように骨格がうっすら浮かぶ」「極端にアップになる」「後ろを向く」などの行動をとる。
『サブスタンス』の「SNAKE TALES」では、いくつかのシナリオで本物のキャンベルがスネークのサポート役として登場している。

### ガンズ・オブ・ザ・パトリオット事件
- 『メタルギアソリッド4』（2008年発売）

2014年。物語序盤からサポート役として登場。国際連合安全保障理事会の補助機関である「PMC活動監視監査委員会」に所属しており、これまでと違ってスーツを着用している。ローズマリーとの最初の通信の中で、キャンベルが彼女をサポートしていくうちに互いに愛し合う関係となったと説明される。それが原因でメリルは実父であるキャンベルに愛想を尽かし、ローズマリーは雷電から嫌悪されることとなるが、実際には「愛国者達」の目を欺き、ローズマリーを守るための芝居であり、メリルの結婚式でメリルと共にヴァージンロードを歩いた。今回、彼にはこちらから直接バースト通信ができず、無線で彼と話せるのは、ローズマリーへの通信の際に稀に登場するときくらいである。
なお、これまでのシリーズにおいて、通信時にキャンベルが用いていた周波数140.85に合わせても繋がることはない。ただし、輸送機の通信用モニターが着信した際に周波数140.85を使用している。料理の腕前が下手なローズマリーの手料理を毎日振舞われており、雷電と同じくレーションを美味しく感じてしまう症状を発症してしまっている。かつてシャドー・モセス島事件などでスネークが対峙した敵と似た相手と戦う際には、当時のアドバイスを同じように伝えてくるが、それらは「ハードの進化」によって役に立たないものとなってしまったことを突っ込まれていた。

## MGGBのロイ・キャンベル
GBC『メタルギア ゴーストバベル』にも登場するが、上記の本編シリーズとは異なった時間軸、世界観となるため、そちらとの設定や来歴の連続性は無い。こちらの世界ではザンジバーランド騒乱は起きていないが、スネークとはFOXHOUND時代に共に戦った戦友となっている。

### ジレフ蜂起・メタルギアガンダー強奪事件
- 『メタルギア ゴーストバベル』（2000年発売）

アウターヘブン蜂起から7年後、既にFOXHOUNDを退役していたが、中央アフリカの小国ジンドラにて少数民族の反政府組織であるジンドラ解放戦線（ジレフ）がアウターヘブンの跡地に武装要塞ガルエードを建設し、アメリカが密かに開発を続けていたメタルギアを強奪した事件を受けて招聘される。『メタルギアソリッド』同様、かつての部下にして友人であるソリッド・スネークを任務に引き入れた。事件の2年前にテロリストの鎮圧という名目でFOXHOUNDを指揮して敵を殲滅したが、実はその敵は米国政府お抱えの傭兵部隊ブラック・チェンバーであり、彼らの口封じのために利用されていた。後になって真実を知り、その負い目から退役していた。事件への招聘に応じたのは、ジレフ側がブラック・チェンバーの生き残りを軍事顧問として雇い入れていると知った事と、応じなければ彼らを殲滅した件を公表すると政府に脅された為である。最後は作戦の指揮官で実はブラック・チェンバーのスパイだったマクブライドにメイ・リン共々殺されかけるが、傭兵のウィーゼルに助けられる。そのウィーゼルも黒幕に関係者を抹殺するべく雇われた掃除人だったものの、彼が心変わりした事で見逃された。

## 大乱闘スマッシュブラザーズシリーズ
『X』でスネークのゲスト参戦に伴い登場。シャドー・モセス島で、スネーク使用時に「スマッシュアピール」を行うと発生する無線通信で登場し、対戦相手に関する解説を行う。基本的に相手の情報や所属、特技などを教えてくれるのだが、ルイージに対してだけは「永遠の二番手」「日陰者」「兄に勝る弟などいない」と散々に酷く罵った後、「らりるれろ!らりるれろ!らりるれろ!」と発狂するなど『2』終盤の暴走した「大佐」を彷彿させる言動をとる(スネーク自身はルイージに罵った際に「そんなに悪くいわなくてもいいじゃないか！」と発言している)。
なお、2006年のE3で、初めて本作へのスネーク参戦が公表された映像においてもスネークと共に登場している。なお、その際の無線通信は本編の『メタルギアソリッド』仕様のものではなく、『メタルギアソリッド2』のものだった。
『SP』でもスネークが再び参戦したことに伴い再登場。『X』同様シャドー・モセス島で「スマッシュアピール」を行うと発生する無線通信で登場。声は青野武が鬼籍に入っているため『X』での収録音声を使用したライブラリー出演となっている。